# Бјандроно
Бјандроно (итал. Biandronno) је насеље у Италији у округу Варезе, региону Ломбардија.
Према процени из 2011. у насељу је живело 3267 становника. Насеље се налази на надморској висини од 267 м.

## Становништво
| 1931. | 1936. | 1951. | 1961. | 1971. | 1981. | 1991. | 2001. | 2011. |
| ----- | ----- | ----- | ----- | ----- | ----- | ----- | ----- | ----- |
| 1.161 | 1.103 | 1.214 | 1.812 | 2.466 | 2.883 | 3.115 | 3.102 | 3.285 |